# 馬蒂亞·瓦洛蒂
馬蒂亞·瓦洛蒂（義大利語：Mattia Valoti；1993年9月6日—）是一位意大利足球運動員。在場上的位置是中場。現效力於意乙球隊克雷莫納。他曾效力於AC米蘭。